# Pulsioximetria

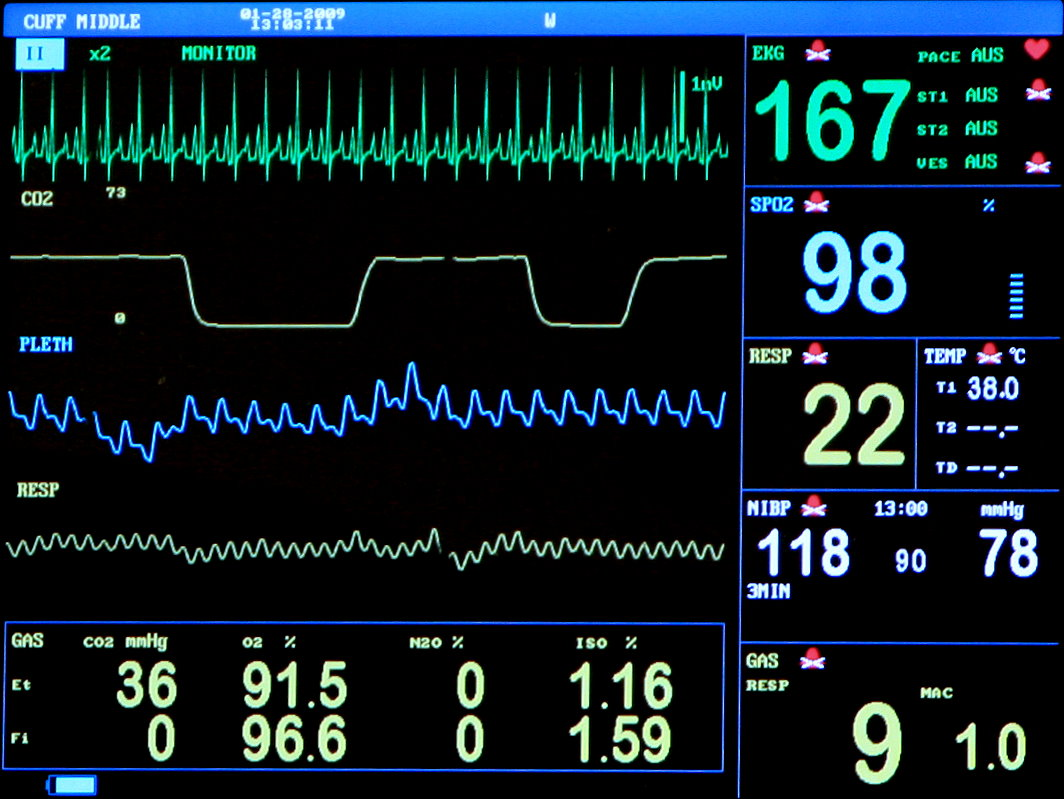
Presentació d'una pulsioximetria amb un Pletismograma (gràfic de dalt)

La pulsioximetria és un mètode no invasiu per determinar l'oxigen transportat per l'hemoglobina dins dels vasos sanguinis. Aquesta mesura es realitza amb un instrument anomenat pulsioxímetre o saturador. Aquest valor és la cinquena constant vital juntament amb la pressió arterial, temperatura, freqüència cardíaca i freqüència respiratòria.

## Indicacions
La pulsioximetria és una mesura no invasiva que està indicada en situacions com pacients que necessiten control constant i precís de gasos sanguinis en unitats com urgències i unitat de cuidats intensius, entre d'altres. Aquesta mesura no només s'utilitza en situacions d'emergència i urgències sinó que és una variable molt típica als centres d'atenció primària. Els pacients amb malalties respiratòries com MPOC, asma… necessiten el control d'aquesta constant. En l'atenció domiciliària també és bastant freqüent la mesura d'aquesta constant.

## Interpretació

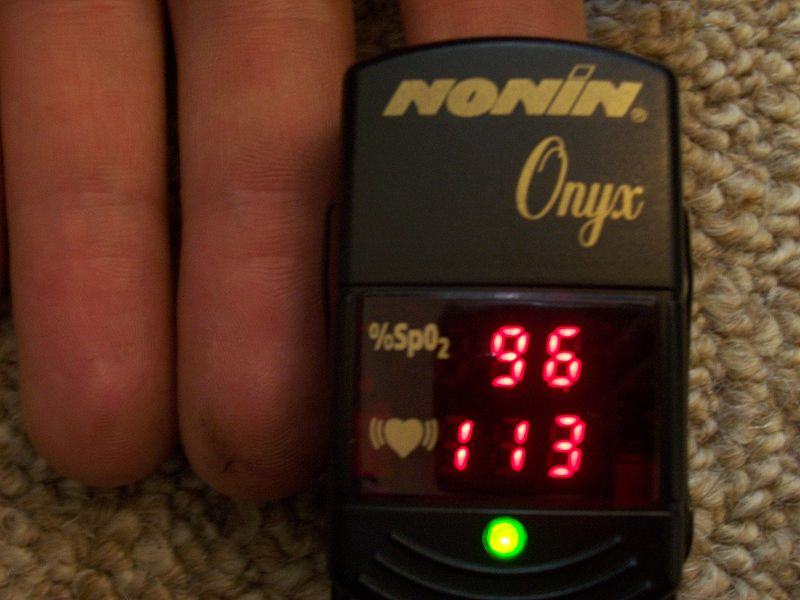
Pulsioximetre: mesura en la qual s'observa la saturació de 93% i la freqüència cardíaca de 113ppm

La saturació mesura únicament l'oxigen que transporta l'hemoglobina. En el cas de voler saber el pH, la pressió parcial d'oxigen (PaO2) o la pressió de diòxid de carboni (PaCO2) caldrà fer una altra prova diagnòstica més fiable i completa, la gasometria.
Els valors normals d'oxigen en sang en els adults són entre 95% i 100%. Cal destacar que les persones diagnosticades de malaltia inflamatòria obstructiva crònica tindran una saturació menor de 95%.

## Avantatges respecte a la gasometria
La pulsioximetria és una tècnica no invasiva respecte a la gasometria, és ràpida i dona resultats de forma immediata. A més a més, informa de la freqüència cardíaca de la persona i ens alerta si hi ha alteracions en el ritme cardíac. Aproximadament, té una fiabilitat d'entre un 80-100%.
Pel que fa a recursos, l'instrument que mesura la saturació d'oxigen és factible econòmicament i fàcil de transportar.

## Desavantatges respecte a la gasometria
La pulsioximetria té avantatges però també presenta alguns inconvenients. Pel que fa als paràmetres que s'obtenen, la gasometria ens permet mesurar la pressió parcial d'oxigen i la pressió de diòxid de carboni. Si la persona té mala perfusió l'aparell no detectarà el paràmetre; el mateix passa si la persona porta les ungles amb esmalt, ja que la longitud d'ona no pot passar.